# سالم الجوتر
سالم مبارك الجوتر(  Salem Mubarak Al-Jawter)
(مواليد 16 يونيو 1999) هو لاعب كرة قدم سعودي يلعب حاليًا في نادي شرورة. 
يلعب في مركز المهاجم حاليًا مع نادي شرورة ويحمل الرقم 3.
سبق له تمثيل عدة أندية محلية مثل الأخدود والثقبة والأمجاد

## مسيرة اللاعب
لعب في نادي الأخدود ونادي الوعد ونادي الإنطلاق ونادي الفاو ونادي الأمجاد ونادي الثقبة ونادي ضباء ونادي شرورة.